# 3月17日 (旧暦)
旧暦3月17日は旧暦3月の17日目である。六曜は先勝である。

## 誕生日
- 永正10年（ユリウス暦1513年4月22日） - 立花道雪、武将（+ 1585年[1]）
- 寛政9年（グレゴリオ暦1797年4月13日） - 大原幽学、農政学者（+ 1858年）
- 明治3年（グレゴリオ暦1870年4月17日） - 三田村鳶魚、随筆家・時代考証家（+ 1952年）
- 明治3年（グレゴリオ暦1870年4月17日） - 谷口尚真、軍人（+ 1941年）

## 忌日
- 大化5年（ユリウス暦649年5月3日） - 阿倍内麻呂、飛鳥時代の豪族（生年不明）
- 大同元年（ユリウス暦806年4月9日） - 桓武天皇、50代天皇（* 737年）
- 応保2年（ユリウス暦1162年5月2日） - 平基盛、平家の武将（* 1139年）